# Christiaan Germonpré
Christiaan Germonpré (Roeselare, 7 september 1950 – Kortrijk, 13 oktober 2020) was een Vlaams schrijver.

## Levensloop
Germonpré was een zoon van Willy Germonpré (°1923) en Maria Termote (°1922). Hij was getrouwd met Chantal Busschaert. Hij was bibliothecaris bij de Kortrijkse stadsbibliotheek.
Hij was vooral dichter en publiceerde acht dichtbundels. In 2000 werd hij door multiple sclerose getroffen, wat zijn literaire productie vertraagde en vervolgens belemmerde.
Van 1988 tot 2000 was Germonpré redacteur van de door de Vereniging van West-Vlaamse Schrijvers (VWS) gepubliceerde VWS-cahiers. Van deze essays over West-Vlaamse letterkundigen schreef hij er zelf zeven.
Germonpré deed veel vertaalwerk. Zo vertaalde hij het poëtisch oeuvre van Hilde Domin en van Rita Dove. Hij vertaalde veel gedichten van Duitse auteurs zoals Karl Krolow, Ingeborg Bachmann, en Michael Krüger. Hij leverde tevens veel artikels en recensies aan literaire tijdschriften.

## Publicaties
- Voor de losprijs van warmte, poëzie, 1978.
- Tweespraak, poëzie, Gent, Poëziecentrum, 1990.
- Onsterfelijk blauw, poëzie, Gent, Poëziecentrum, 1995.
- Tussen hemel en aarde, studie over kermissen en circussen in Kortrijk, 1995.
- Ik verzend mezelf als een ansichtkaart, poëzie, gedichten voor de jeugd, Facet, 1998.
- VWS-cahiers.
  - Felix Dalle, nr. 124, 1986.
  - Jan Boschmans, nr. 126, 1987.
  - Jessy Marijn, nr. 150, 1991.
  - Frans Jozef Blieck, nr. 173, 1995.
  - Marc Dangin, nr. 210, 2002.
  - Marcel Vanslembrouck, nr. 218, 2003.
  - Germain Droogenbroodt, nr. 239, 2007.